# 핌 리르

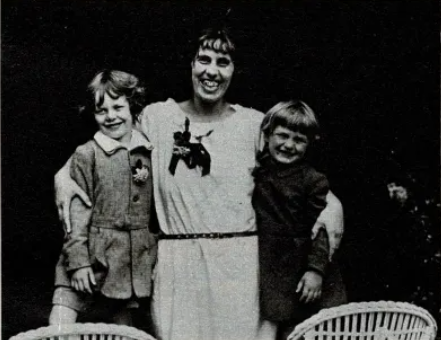

알브레히트 빌럼 "핌" 리르(네덜란드어: Albrecht Willem "Pim" Lier, 1918년 7월 22일 ~ 2015년 4월 9일)는 네덜란드의 변호사이자 법학자였다. 그는 1979년 그의 정부인 빌헬미나 마르티나 베네커 (1887-1973)에 의해 빌헬미나 여왕의 남편인 하인리히 추 메클렌부르크슈베린 대공자의 사생아로 밝혀지면서 유명해졌다. 이것은 그를 율리아나 여왕의 이복 남동생이자 베아트릭스 여왕의 이복 외삼촌으로 만들었다.
1984년 중앙당 당원이 되었고, 1986년 중앙당을 탈당하여 중앙민주당에 입당할 때까지 의장직을 수행했다.
1986년 12월 18일, 그는 그의 아내의 불치병으로 총을 쐈다. 그는 살인죄로 4년 6개월동안 감옥에서 복역했다.